# Cinematògraf Principal
El Cinematògraf Principal o el Teatre Principal, conegut popularment per Ca l'Abadal, fou un teatre i un cinema de Manresa situat al Passeig Pere III, número 12.
Va ser la primera sala manresana creada expressament com a cinema un espai fix (fins aleshores, les pel·lícules es projectaven en construccions efímeres) i fou construït l'any 1902 per l'empresari Baltasar Abadal Vallès. L'encarregat de la construcció va ser l'arquitecte manresà Ignasi Oms.
Es va inaugurar amb el nom de “Cinematógrafo Principal” el 29 d'agost de 1903 però era conegut popularment amb el sobrenom de Cinema “Ca l'Abadal”. Baltasar Abadal es convertí en el primer empresari que explotà el negoci del cinema “tipus Gaumont” a la ciutat.
El 1918, va ser adquirit per l'industrial, advocat i diputat Josep Claret i Asols, qui va contractar a l'arquitecte Alexandre Soler March per a la seva reforma i canvi de façana. S'hi va instal·lar el local social de la Lliga Regionalista de Manresa, el Casal Regionalista. Disposava de sales de cafè i una sala de festes on es van fer representacions teatrals i cinema.
L'any 1922, l'edifici va ser venut a un banc i ha estat seu de diferents entitats bancàries fins a l'actualitat.